# Karloman av Bayern
Karloman av Bayern, född 830, död 29 september 880, var kung av Bayern och Italien 877–880. Han var son till sin företrädare Ludvig den tyske och bror till sin efterträdare Ludvig den yngre. Karloman av Bayern är begraven i klostret i Lorsch i sydvästra Tyskland.